# Грант-Валли (тауншип, Миннесота)
Грант-Валли (англ. Grant Valley) — тауншип в округе Белтрами, Миннесота, США. На 2000 год его население составило 1450 человек.

## География
По данным Бюро переписи населения США площадь тауншипа составляет 93,1 км², из которых 88,2 км² занимает суша, а 4,9 км² — вода (5,23 %).

## Демография
По данным переписи населения 2000 года здесь находились 1450 человек, 526 домохозяйств и 405 семей.  Плотность населения —  16,4 чел./км².  На территории тауншипа расположено 552 постройки со средней плотностью 6,3 построек на один квадратный километр. Расовый состав населения: 91,72 % белых, 0,41 % афроамериканцев, 3,93 % коренных американцев, 0,69 % азиатов, 0,34 % — других рас США и 2,90 % приходится на две или более других рас. Испанцы или латиноамериканцы любой расы составляли 0,55 % от популяции тауншипа.
Из 526 домохозяйств в 44,1 % воспитывались дети до 18 лет, в 62,7 % проживали супружеские пары, в 10,1 % проживали незамужние женщины и в 23,0 % домохозяйств проживали несемейные люди. 18,6 % домохозяйств состояли из одного человека, при том 3,8 % из — одиноких пожилых людей старше 65 лет. Средний размер домохозяйства — 2,76, а семьи — 3,14 человека.
31,0 % населения — младше 18 лет, 9,0 % — в возрасте от 18 до 24 лет, 30,9 % — от 25 до 44, 21,8 % — от 45 до 64, и 7,3 % — старше 65 лет. Средний возраст — 33 года. На каждые 100 женщин приходилось 103,1 мужчин.  На каждые 100 женщин старше 18 приходилось 96,7 мужчин.
Средний годовой доход домохозяйства составлял 40 595 долларов, а средний годовой доход семьи —  46 500 долларов. Средний доход мужчин —  31 429  долларов, в то время как у женщин — 21 019. Доход на душу населения составил 18 020 долларов. За чертой бедности находились 5,8 % семей и 8,8 % всего населения тауншипа, из которых 9,3 % младше 18 и 6,8 % старше 65 лет.